# Tristram Shandy: Wielka ściema
Tristram Shandy: Wielka ściema (ang. Tristram Shandy: A Cock and Bull Story) – brytyjska komedia obyczajowa z 2005 roku w reżyserii Michaela Winterbottoma.

## Fabuła
Film nawiązuje do oświeceniowej powieści Życie i myśli JW Pana Tristrama Shandy Laurence Sterne'a, jednak nie można go traktować jako adaptację. Jest to raczej opowieść o ekipie filmowej próbującej zekranizować dzieło Anglika, uchodzące za nienadające się do przeniesienia na ekran. Akcja obrazu obraca się wokół Steve'a Coogana, granego przez Steve'a Coogana. Jest on gwiazdą kręconego filmu, gra w nim główną rolę Tristrama (oraz jego ojca). Spiera się o ważność postaci z Robem Brydonem, grającym Wujaszka Toby'ego, rozmawia z innymi aktorami, flirtuje z asystentką. Równolegle są realizowane kolejne epizody zaczerpnięte z powieści Sterne'a.

## Obsada
- Steve Coogan – Tristram Shandy/Walter Shandy/Steve Coogan
- Rob Brydon – Toby Shandy/Rob Brydon
- Raymond Waring – Kapral Trim / Raymond Waring
- Keeley Hawes – Elizabeth Shandy/Keeley Hawes
- Shirley Henderson – Susannah/Shirley Henderson
- Gillian Anderson – Wdowa Wadman/Gillian Anderson
- Stephen Fry – Pastor Yorick/Stephen Fry
- Naomie Harris – Jennie
- Kelly Macdonald – Jenny